# Изимарино
Изимарино (баш. Изимари) — деревня в Мишкинском районе Республики Башкортостан Российской Федерации. Входит в состав Тынбаевского сельсовета.
Деревню основал в 1651 г. спасающийся от насильственной христианизации выходец из марийской земли Изимари Изиланов. Жители были приписаны в состав 33 тептярской команды.

## География

### Географическое положение
Расстояние до:
- районного центра (Мишкино): 46 км,
- центра сельсовета (Тынбаево): 3 км,
- ближайшей ж/д станции (Загородная): 117 км.

## Население
| 2002 | 2009 | 2010 |
| ---- | ---- | ---- |
| 355  | ↘350 | ↘312 |

Национальный состав
Согласно переписи 2002 года, преобладающая национальность — марийцы (99 %).
Изимарино является одним из мировых лидеров по опубликованности ДНК данных. Опубликованы 16 гаплотипов лиц мужского пола.
Например в 1877 в деревне Изимарино было: дворов – 55, мужчин – 178, женщин – 160, занимались пчеловодством и плотничеством. В 1920 году было дворов - 117, мужчин – 258, женщин – 352. В 2002 году - жителей - 355, в 2010 году - 312.